# Albatros fumat
L'albatros fumat (Phoebetria fusca) és un gran ocell marí de la família dels diomedeids (Diomedeidae) que habita l'Atlàntic i l'Índic.

## Hàbitat i distribució
D'hàbits pelàgics, cria a les illes Tristan da Cunha, Gough, Sant Pau i Amsterdam, dispersant-se després per l'Atlàntic sud i per l'Índic sud.